# Aleš Kermauner
Aleš Kermauner, slovenski pesnik, * 29. december 1946, Beograd, † 3. april 1966, Ljubljana.
Na ljubljanski Filozofski fakulteti je študiral filozofijo. Pisal je družbenokritično in refleksivno poezijo, ki je zbrana v zbornikih skupine OHO, katere član je bil, in v posmrtno izdani knjigi Aleš Kermauner, 1966 (COBISS). Pri komaj 19 letih si je vzel življenje.
Bil je sin Dušana in brat Tarasa Kermaunerja. 

## Vir
- Leksikoni Cankarjeve založbe: Slovenska književnost, Cankarjeva založba, 1982 (COBISS)